# René Alinco
René Osvaldo Alinco Bustos (2 de junio de 1958) es un diputado, exobrero de la construcción y político chileno. Actualmente se desempeña como diputado por el distrito 27 de la Región de Aysén. También fue diputado por el Distrito N.°59 en dos períodos, 2006-2010 y 2010-2014.

## Biografía
Sus padres son Osvaldo Alinco y Flor Bustos. Está casado y tiene cinco hijos.
Estudió en la Escuela D-21 y en el Liceo Juan Gómez Millas de Coyhaique, región de Aysén.
Proveniente de una familia obrera, tempranamente comenzó a trabajar en metalurgia y construcción. Entre 1980 y 1985, vivió en Argentina y trabajó en instalaciones petroleras y mineras ubicadas en las provincias de Santa Cruz y Chubut.

## Carrera política
Se unió al Partido Comunista de Chile (PCCh) en 1986, y en 1992 postuló como candidato a alcalde de Coyhaique, sin resultar elegido. En 1993 postuló a diputado por el Distrito 59 (Región de Aysén) por el PCCh, obteniendo cerca del 20% de los votos; a pesar de no ser elegido, influyó en la elección desviando votación de la Concertación. En 1996 fue elegido concejal de la comuna de Coyhaique por un periodo de cuatro años, como candidato independiente, y fue reelegido en 2000 representando al Partido por la Democracia (PPD).
En las elecciones parlamentarias de 2005, fue elegido diputado por el PPD por el Distrito N.° 59, correspondiente a las comunas de Aysén, Chile Chico, Cisnes, Cochrane, Coyhaique, Guaitecas, Lago Verde, O'Higgins, Río Ibáñez y Tortel, para el periodo 2006-2010. Durante su gestión, integró las comisiones permanentes de Pesca, Acuicultura e Intereses Marítimos; Zonas Extremas; y Trabajo y Seguridad Social. Así como también, las comisiones especiales sobre Política Antártica Chilena y Estudio del Régimen Político Chileno. Junto con la Comisión Investigadora sobre Accionar de la Dirección del Trabajo. También participó en encuentros internacionales como la XXVII Reunión Plenaria de la Comisión Parlamentaria del MERCOSUR, en Argentina y la 96.ª Conferencia Internacional del Trabajo, en Suiza.
En las elecciones parlamentarias de 2009, obtuvo su reelección en representación del PPD y por el mismo distrito, para el período legislativo 2010 a 2014. Se integró a las comisiones permanentes de Trabajo; y de Zonas Extremas. Fue integrante del Comité Parlamentario del PPD. Renunció a su militancia en el PPD el 29 de noviembre de 2010, debido a su incidente por conducir en estado de ebriedad. Por ese mismo hecho, el 25 de julio de 2011 perdió su fuero parlamentario por decisión del Pleno de la Corte Suprema, a solicitud del Ministerio Público.
En las elecciones parlamentarias de 2013 se presentó a la reelección apoyado por el Partido Regionalista de los Independientes, pero no resultó elegido. En enero de 2016 se inscribió en el Partido Radical (PR), y anunció su precandidatura a alcalde de Coyhaique para las elecciones municipales de ese mismo año.
En las elecciones parlamentarias de 2017, fue elegido nuevamente como diputado de la República por el 27.º Distrito, de la Región de Aysén, ahora como independiente por el PPD, dentro del pacto La Fuerza de la Mayoría, para el período legislativo 2018 a 2022. Preside la Comisión Permanente de Recursos Hídricos y Desertificación. Integra las comisiones permanentes de Obras Públicas, Transportes y Telecomunicaciones; Zonas Extremas y Antártica Chilena; y Agricultura, Silvicultura y Desarrollo Rural.

## Controversias

### Conducción bajo los efectos del alcohol
En la madrugada del 18 de noviembre de 2010, fue sorprendido por personal de Carabineros de Chile conduciendo bajo los efectos del alcohol, rechazando dos veces someterse a la alcoholemia de rigor. Este hecho hace presumir por ley que en efecto conducía bajo la influencia del alcohol e implica el inicio de un juicio en su contra, mediante el cual fue desaforado de la Cámara de Diputados. Después de dicho incidente, Alinco presentó su renuncia al Partido por la Democracia.
El 17 de agosto de 2011 fue condenado a 41 días de prisión efectiva por conducir en estado de ebriedad.

### Otros incidentes
El 26 de agosto de 2010, fue descubierto cuando se prestaba a tener relaciones sexuales con una mujer no identificada en el interior de una camioneta en el sector de Tejas Verdes, Coyhaique. De inmediato, se abrió una investigación acerca del suceso, tanto en la fiscalía local como en la comisión de ética del Congreso chileno. El diputado Alinco se ha defendido de estas declaraciones y evidencias en su contra reiteradamente, aludiendo a que sólo estaba conversando con dicha mujer. El 13 de septiembre de 2010, el juez de garantía de la localidad, el exdiputado del Partido Radical Mario Devaud Ojeda, lo exculpó de las acusaciones y recriminó el actuar de Carabineros, aduciendo que no se respetó la vida privada de Alinco y que además había falta de pruebas e información.
En octubre de 2012 se inició una investigación en su contra por agresiones en contra del controlador de Radio Santa María Juan Cristóbal Lobos de 21 años, a quien habría golpeado, provocándole lesiones en el rostro según lo constatado en la denuncia. De acuerdo a las declaraciones de Lobos, Alinco se habría presentado en evidente estado de ebriedad, con "alito alcohólico y balbuceando", a las 9:00 a. m. para presentar su programa "Alinco tu voz" en el cual el diputado lo habría insultado públicamente y tras lo cual se produjo el altercado. El diputado será citado a declarar a la fiscalía como parte de la investigación. El programa en radial fue cancelado de manera indefinida en señal de apoyo al trabajador agredido.

### Bajo los efectos del alcohol en la Cámara
El 8 de noviembre de 2022 fue acusado de asistir a sesión con hálito alcohólico luego de emitir un discurso a gritos en pleno cambio de mesa directiva de la corporación, razón por la cual fue expulsado de la bancada del PPD.

## Historial electoral

### Elecciones municipales de 1992
- Elecciones municipales de 1992, para la alcaldía de Coyhaique [17]

### Elecciones parlamentarias de 1993
- Elecciones parlamentarias de 1993 a diputado por el distrito 59 (Región de Aisén) [18]

### Elecciones municipales de 1996
- Elecciones municipales de 1996, para la alcaldía de Coyhaique [19]

### Elecciones municipales de 2000
- Elecciones municipales de 2000, para la alcaldía de Coyhaique [20]

### Elecciones parlamentarias de 2005
- Elecciones parlamentarias de 2005 a diputado por el distrito 59 (Región de Aisén) [21]

### Elecciones parlamentarias de 2009
- Elecciones parlamentarias de 2009 a diputado por el distrito 59 (Región de Aisén) [22]

### Elecciones parlamentarias de 2013
- Elecciones parlamentarias de 2013 a diputado por el distrito 59, Región de Aysén.

### Elecciones parlamentarias de 2017
- Elecciones parlamentarias de 2017 a diputado por el distrito 27 (Aysén, Chile Chico, Cisnes, Cochrane, Coyhaique, Guaitecas, Lago Verde, O'Higgins, Río Ibáñez y Tortel)[23]

### Elecciones parlamentarias de 2021
- Elecciones parlamentarias de 2021 a diputado por el distrito 27 (Aysén, Chile Chico, Cisnes, Cochrane, Coyhaique, Guaitecas, Lago Verde, O'Higgins, Río Ibáñez y Tortel).[24]